# 1987年
1987年（1987 ねん）は、西暦（グレゴリオ暦）による、木曜日から始まる平年。昭和62年。
この項目では、国際的な視点に基づいた1987年について記載する。

## 他の紀年法
- 干支：丁卯（ひのと う）
- 日本（月日は一致）
  - 昭和62年
  - 皇紀2647年
- 大韓民国（月日は一致）
  - 檀紀4320年
- 中華民国（月日は一致）
  - 中華民国76年
- 朝鮮民主主義人民共和国（月日は一致）
  - 主体76年
- 仏滅紀元：2529年 - 2530年
- イスラム暦：1407年4月29日 - 1408年5月10日
- ユダヤ暦：5747年3月30日 - 5748年4月10日
- UNIX時間：536457600 - 567993599
- 修正ユリウス日 (MJD)：46796 - 47160
- リリウス日 (LD)：147637 - 148001

※主体暦は、朝鮮民主主義人民共和国で1997年に制定された。

## カレンダー
| 1月 |    |    |    |    |    |    |
| 日  | 月 | 火 | 水 | 木 | 金 | 土 |
|     |    |    |    | 1  | 2  | 3  |
| 4   | 5  | 6  | 7  | 8  | 9  | 10 |
| 11  | 12 | 13 | 14 | 15 | 16 | 17 |
| 18  | 19 | 20 | 21 | 22 | 23 | 24 |
| 25  | 26 | 27 | 28 | 29 | 30 | 31 |
|     |    |    |    |    |    |    |

| 2月 |    |    |    |    |    |    |
| 日  | 月 | 火 | 水 | 木 | 金 | 土 |
| 1   | 2  | 3  | 4  | 5  | 6  | 7  |
| 8   | 9  | 10 | 11 | 12 | 13 | 14 |
| 15  | 16 | 17 | 18 | 19 | 20 | 21 |
| 22  | 23 | 24 | 25 | 26 | 27 | 28 |
|     |    |    |    |    |    |    |

| 3月 |    |    |    |    |    |    |
| 日  | 月 | 火 | 水 | 木 | 金 | 土 |
| 1   | 2  | 3  | 4  | 5  | 6  | 7  |
| 8   | 9  | 10 | 11 | 12 | 13 | 14 |
| 15  | 16 | 17 | 18 | 19 | 20 | 21 |
| 22  | 23 | 24 | 25 | 26 | 27 | 28 |
| 29  | 30 | 31 |    |    |    |    |
|     |    |    |    |    |    |    |

| 4月 |    |    |    |    |    |    |
| 日  | 月 | 火 | 水 | 木 | 金 | 土 |
|     |    |    | 1  | 2  | 3  | 4  |
| 5   | 6  | 7  | 8  | 9  | 10 | 11 |
| 12  | 13 | 14 | 15 | 16 | 17 | 18 |
| 19  | 20 | 21 | 22 | 23 | 24 | 25 |
| 26  | 27 | 28 | 29 | 30 |    |    |
|     |    |    |    |    |    |    |

| 5月 |    |    |    |    |    |    |
| 日  | 月 | 火 | 水 | 木 | 金 | 土 |
|     |    |    |    |    | 1  | 2  |
| 3   | 4  | 5  | 6  | 7  | 8  | 9  |
| 10  | 11 | 12 | 13 | 14 | 15 | 16 |
| 17  | 18 | 19 | 20 | 21 | 22 | 23 |
| 24  | 25 | 26 | 27 | 28 | 29 | 30 |
| 31  |    |    |    |    |    |    |
|     |    |    |    |    |    |    |

| 6月 |    |    |    |    |    |    |
| 日  | 月 | 火 | 水 | 木 | 金 | 土 |
|     | 1  | 2  | 3  | 4  | 5  | 6  |
| 7   | 8  | 9  | 10 | 11 | 12 | 13 |
| 14  | 15 | 16 | 17 | 18 | 19 | 20 |
| 21  | 22 | 23 | 24 | 25 | 26 | 27 |
| 28  | 29 | 30 |    |    |    |    |
|     |    |    |    |    |    |    |

| 7月 |    |    |    |    |    |    |
| 日  | 月 | 火 | 水 | 木 | 金 | 土 |
|     |    |    | 1  | 2  | 3  | 4  |
| 5   | 6  | 7  | 8  | 9  | 10 | 11 |
| 12  | 13 | 14 | 15 | 16 | 17 | 18 |
| 19  | 20 | 21 | 22 | 23 | 24 | 25 |
| 26  | 27 | 28 | 29 | 30 | 31 |    |
|     |    |    |    |    |    |    |

| 8月 |    |    |    |    |    |    |
| 日  | 月 | 火 | 水 | 木 | 金 | 土 |
|     |    |    |    |    |    | 1  |
| 2   | 3  | 4  | 5  | 6  | 7  | 8  |
| 9   | 10 | 11 | 12 | 13 | 14 | 15 |
| 16  | 17 | 18 | 19 | 20 | 21 | 22 |
| 23  | 24 | 25 | 26 | 27 | 28 | 29 |
| 30  | 31 |    |    |    |    |    |
|     |    |    |    |    |    |    |

| 9月 |    |    |    |    |    |    |
| 日  | 月 | 火 | 水 | 木 | 金 | 土 |
|     |    | 1  | 2  | 3  | 4  | 5  |
| 6   | 7  | 8  | 9  | 10 | 11 | 12 |
| 13  | 14 | 15 | 16 | 17 | 18 | 19 |
| 20  | 21 | 22 | 23 | 24 | 25 | 26 |
| 27  | 28 | 29 | 30 |    |    |    |
|     |    |    |    |    |    |    |

| 10月 |    |    |    |    |    |    |
| 日   | 月 | 火 | 水 | 木 | 金 | 土 |
|      |    |    |    | 1  | 2  | 3  |
| 4    | 5  | 6  | 7  | 8  | 9  | 10 |
| 11   | 12 | 13 | 14 | 15 | 16 | 17 |
| 18   | 19 | 20 | 21 | 22 | 23 | 24 |
| 25   | 26 | 27 | 28 | 29 | 30 | 31 |
|      |    |    |    |    |    |    |

| 11月 |    |    |    |    |    |    |
| 日   | 月 | 火 | 水 | 木 | 金 | 土 |
| 1    | 2  | 3  | 4  | 5  | 6  | 7  |
| 8    | 9  | 10 | 11 | 12 | 13 | 14 |
| 15   | 16 | 17 | 18 | 19 | 20 | 21 |
| 22   | 23 | 24 | 25 | 26 | 27 | 28 |
| 29   | 30 |    |    |    |    |    |
|      |    |    |    |    |    |    |

| 12月 |    |    |    |    |    |    |
| 日   | 月 | 火 | 水 | 木 | 金 | 土 |
|      |    | 1  | 2  | 3  | 4  | 5  |
| 6    | 7  | 8  | 9  | 10 | 11 | 12 |
| 13   | 14 | 15 | 16 | 17 | 18 | 19 |
| 20   | 21 | 22 | 23 | 24 | 25 | 26 |
| 27   | 28 | 29 | 30 | 31 |    |    |
|      |    |    |    |    |    |    |

## できごと

### 1月
- 1月1日 - 中国・北京の天安門広場で学生数百人がデモ。

### 2月
- 2月22日 - 先進7カ国財務大臣・中央銀行総裁会議（G7）開催（ルーブル合意）。
- 2月23日 - 超新星 SN 1987A が観測される。肉眼で見られる超新星の発見は1604年以来。また、超新星爆発によるニュートリノが初めて観測された。

### 3月
- 3月22日 - Apple Computerが「Macintosh II」と「Macintosh SE」を発表。

### 4月
- 4月1日 - 国鉄分割民営化により日本国有鉄道が解散し、分割民営化により発足したJR（旅客6社・貨物1社）に事業を継承。

### 5月
- 5月28日 - 西ドイツの19歳の青年マチアス・ルストがセスナでソ連の防空網を突破してモスクワの赤の広場に着陸。

### 6月
- 6月8日 - 第13回サミット開催。
- 6月26日 - ソ連、国家企業法決定（企業の自主運営、競争原理導入）。
- 6月29日 - 大韓民国の盧泰愚大統領候補が民主化宣言を表明。

### 7月
- 7月1日 - 単一欧州議定書が発効。
- 7月11日 - 世界の人口が50億人突破。
- 7月15日 - 台湾で1949年以来続いてきた戒厳令が解除される。
- 7月30日 - 赤道ギニアでテオドロ・オビアン・ンゲマが赤道ギニア民主党結成。

### 8月
- 8月3日 - 比叡山世界宗教サミット始まる（比叡山延暦寺）。
- 8月16日 - ノースウエスト航空255便墜落事故
- 8月17日 - 国家社会主義ドイツ労働者党副総統のルドルフ・ヘスが収監されていたシュパンダウ刑務所で自殺。
- 8月31日 - タイ航空365便墜落事故

### 9月
- 9月9日 - ロスアラモス研究所で第1回人工生命国際会議が開かれる。
- 9月22日 - 昭和天皇、腸通過障害のため宮内庁病院で手術。10月7日に退院。

### 10月
- 10月6日 - フィジーが共和制に移行。
- 10月16日 - 満18か月の「みんなの赤ちゃん」ジェシカ・マクルーアが、58時間ぶりに地中のパイプから救出。
- 10月19日 - ニューヨーク株式市場が大暴落（ブラックマンデー）。世界同時株安に陥る。

### 11月
- 11月8日 - 全米女子プロゴルフ選手権で岡本綾子が日本人初の外国人賞金王となる。
- 11月28日 - 南アフリカ航空295便墜落事故
- 11月29日 - 金賢姫による大韓航空機爆破事件発生。

### 12月
- 12月7日
  - ミハイル・ゴルバチョフソ連共産党書記長訪米。
  - パシフィック・サウスウエスト航空1771便墜落事故
- 12月8日
  - ロナルド・レーガン米国大統領とミハイル・ゴルバチョフソ連共産党書記長、中距離核戦力全廃条約（INF全廃条約）に調印。
  - イスラエルおよびパレスチナで暴動が激化。第1次インティファーダが発生。
- 12月16日 - 韓国大統領選挙が16年ぶりに行われ、盧泰愚が当選。

## 芸術・文化・ファッション

### スポーツ
- モータースポーツ
  - F1世界選手権
    - ドライバーズチャンピオン ネルソン・ピケ
    - コンストラクターズチャンピオン ウィリアムズ・ホンダ
    - 中嶋悟が日本人初のF1フルタイム参戦を果たし、フジテレビがTV放映権を取得し全戦のTV中継（録画）が開始された。
    - 11月1日に鈴鹿サーキットで第15戦「日本GP」開催。鈴鹿では初、日本では10年ぶりのF1開催となった。

  - ロードレース世界選手権
    - 500cc ワイン・ガードナー
    - 250cc アントン・マンク
    - 3月29日に鈴鹿サーキットで開幕戦「日本GP」開催。22年ぶりとなる日本でのGP開催となった。

### 文学
- ベストセラー
  - G・キングスレイ・ウォード『ビジネスマンの父より息子への30通の手紙』

荒木飛呂彦「ジョジョの奇妙な冒険」

## 誕生

### 1月
- 1月1日 - ジュンス、アイドル（JYJ、元東方神起）
- 1月1日 - メリル・デイヴィス、フィギュアスケート選手
- 1月2日 - シェリー・ヘニッヒ、女優
- 1月2日 - ロイク・レミー、サッカー選手
- 1月4日 - チョ・ミンホ、プロアイスホッケー選手（+ 2022年）
- 1月8日 - 後藤沙緒里、声優
- 1月9日 - 井上真央、女優
- 1月9日 - ルーカス・レイヴァ、サッカー選手
- 1月10日 - パオロ・エスピーノ、マイナーリーガー
- 1月11日 - キム・ヨングォン、FC東京サッカー選手
- 1月11日 - ジェイミー・ヴァーディ、サッカー選手
- 1月12日 - イバン・ノバ、メジャーリーガー
- 1月12日 - サルヴァトーレ・シリグ、サッカー選手
- 1月16日 - ゼラス・ウィーラー、プロ野球選手
- 1月17日 - コディ・デッカー、メジャーリーガー
- 1月17日 - ジェフ・ベリボー、メジャーリーガー
- 1月17日 - タナー・シェパーズ、メジャーリーガー
- 1月19日 - ジャフェット・アマダー、プロ野球選手
- 1月19日 - ジョーダン・ブラウニンガー、フィギュアスケート選手
- 1月21日 - ジェイク・ディークマン、メジャーリーガー
- 1月21日 - チェイス・ダーノー、メジャーリーガー
- 1月24日 - ベン・グエズ、野球選手
- 1月24日 - ルイス・スアレス (1987年生のサッカー選手)、サッカー選手
- 1月25日 - ジゼール・サランディ、プロボクサー（+ 2009年）
- 1月26日 - セバスティアン・ジョヴィンコ、サッカー選手
- 1月27日 - コーディ・サターホワイト、プロ野球選手
- 1月27日 - ハンナ・テッター、スノーボーダー
- 1月27日 - リリー・ドナルドソン、ファッションモデル
- 1月29日 - ホセ・アブレイユ、野球選手
- 1月30日 - ルイス・ガルシア、メジャーリーガー

### 2月
- 2月1日 - ジュゼッペ・ロッシ、サッカー選手
- 2月1日 - ロバート・ザラテ、プロ野球選手
- 2月2日 - アーロン・トンプソン、メジャーリーガー
- 2月2日 - ジェラール・ピケ、サッカー選手
- 2月5日 - マーク・ハンバーガー、メジャーリーガー
- 2月6日 - 市原隼人、俳優
- 2月6日 - ペドロ・アルバレス、メジャーリーガー
- 2月8日 - カトリン・フロイデルスペルガー、フィギュアスケート選手
- 2月8日 - カロリーナ・コストナー、フィギュアスケート選手
- 2月9日 - 山岸舞彩、元アナウンサー、タレント
- 2月10日 - 石田卓也、俳優
- 2月11日 - 仵一鳴、フィギュアスケート選手
- 2月12日 - アルヘニス・ディアス、メジャーリーガー
- 2月12日 - 田野アサミ、声優
- 2月12日 - 泉田文佳、女優、タレント
- 2月13日 - エルイェロ・エリア、サッカー選手
- 2月14日 - エディンソン・カバーニ、サッカー選手
- 2月14日 - フェリックス・カラスコ、プロ野球選手
- 2月15日 - 浅倉杏美、声優
- 2月16日 - 陶宇佳、陸上競技選手
- 2月16日 - トム・ミローン、メジャーリーガー
- 2月17日 - マッテオ・ザンニ、フィギュアスケート選手
- 2月19日 - アンナ・カッペリーニ、フィギュアスケート選手
- 2月19日 - ジョシュ・レディック、メジャーリーガー
- 2月20日 - マイルズ・テラー、俳優
- 2月21日 - エリオット・ペイジ、俳優
- 2月22日 - カルロス・ペゲーロ、プロ野球選手
- 2月22日 - セルヒオ・ロメロ、サッカー選手
- 2月22日 - ハン・ヒョジュ、女優
- 2月24日 - 岩佐真悠子、元女優、タレント
- 2月25日 - アンドリュー・ポジェ、フィギュアスケート選手
- 2月25日 - フィル・アーウィン、メジャーリーガー
- 2月26日 - ジュリア・ボンド、ポルノ女優
- 2月27日 - サンディ・パイヨ、サッカー選手
- 2月28日 - マシュー・ウィリアムズ、野球選手

### 3月
- 3月2日 - ジョフリー・ヴァーナー、フィギュアスケート選手
- 3月4日 - テオドル・ビャルナソン、サッカー選手
- 3月6日 - ケヴィン＝プリンス・ボアテング、サッカー選手
- 3月6日 - 松下洸平、俳優
- 3月7日 - ドグラス・ピレス・デ・ソウザ、サッカー選手
- 3月7日 - ハテム・ベン・アルファ、サッカー選手
- 3月9日 - バウ・ワウ、ラッパー
- 3月11日 - マイク・ボルセンブローク、野球選手
- 3月11日 - ンゴニザシェ・マクシャ、陸上競技選手
- 3月12日 - ØMI、歌手、俳優（三代目 J SOUL BROTHERS from EXILE TRIBE）
- 3月13日 - アナスタシア・ゴルシュコワ、フィギュアスケート選手
- 3月15日 - エリック・デッカー、アメリカンフットボール選手
- 3月15日 - ティア・タナカ、ポルノ女優
- 3月19日 - エイプリル・ジャネット、プロレスラー
- 3月20日 - ジョアン・アウヴェス・デ・アシス・シウヴァ、サッカー選手
- 3月21日 - 国濤、野球選手
- 3月22日 - アイク・デービス、メジャーリーガー
- 3月22日 - アルトゥーロ・ビダル、サッカー選手
- 3月24日 - ピエール＝ルー・ブーケ、フィギュアスケート選手
- 3月25日 - 柳賢振、メジャーリーガー
- 3月26日  -yui、シンガーソングライター
- 3月29日 - ヨイラン・セルセ、野球選手
- 3月30日 - シャイロン・マルティス、プロ野球選手
- 3月30日 - マイク・ブロードウェイ、プロ野球選手
- 3月31日 - ネッリ・ジガンシナ、フィギュアスケート選手
- 3月31日 - ピーター・ボージャス、メジャーリーガー
- 3月31日 - ブレット・ロリン、野球選手

### 4月
- 4月1日 - ジョシュ・ショート、プロ野球選手
- 4月3日 - ジェイ・ブルース、メジャーリーガー
- 4月3日 - ジェイソン・キプニス、メジャーリーガー
- 4月4日 - サミ・ケディラ、サッカー選手
- 4月5日 - ヤディエル・サンタマリア、元マイナーリーガー
- 4月6日 - ディエゴ・フランカ、野球選手
- 4月8日 - ヨンダー・アロンソ、メジャーリーガー
- 4月9日 - エリック・キャンベル、プロ野球選手
- 4月10日 - ヘイリー・ウェステンラ、歌手
- 4月16日 - リチャード・ブレイアー、メジャーリーガー
- 4月16日 - アーロン・レノン、サッカー選手
- 4月17日 - 佐野菜見、漫画家（+ 2023年）
- 4月17日 - ミレーヌ・ブロデューア、フィギュアスケート選手
- 4月17日 - ヤマサキセイヤ、歌手
- 4月19日 - ジョー・ハート、プロサッカー選手、イングランド代表
- 4月19日 - マリア・シャラポワ、テニスプレーヤー
- 4月21日 - ブレント・モレル、プロ野球選手
- 4月22日 - ダヴィド・ルイス、サッカー選手
- 4月22日 - ジョン・ミケル・オビ、サッカー選手
- 4月24日 - ザーダール・タスキ、サッカー選手
- 4月24日 - ジェフ・ウラウブ、プロ野球選手
- 4月24日 - ジョシュ・ゼイド、メジャーリーガー
- 4月24日 - ヤン・フェルトンゲン、サッカー選手
- 4月25日 - アレクサンドル・ウスペンスキー、フィギュアスケート選手
- 4月26日 - ベン・オルロフ、野球選手
- 4月27日 - ワン・フェイフェイ、中国歌手
- 4月29日 - アリシア・モートン、女優

### 5月
- 5月1日 - イバン・デヘスース・ジュニア、メジャーリーガー
- 5月1日 - シャハー・ピアー、テニス選手
- 5月1日 - レオナルド・ボヌッチ、サッカー選手
- 5月2日 - マイケル・オルムステッド、プロ野球選手
- 5月4日 - セスク・ファブレガス、サッカー選手
- 5月6日 - カリース・スペンサー、陸上競技選手
- 5月6日 - ジェラルド・パーラ、メジャーリーガー
- 5月7日 - ジェレミー・メネス、サッカー選手
- 5月12日 - 東龍強、大相撲力士
- 5月12日 - 劉虹、陸上競技選手
- 5月13日 - キャンディス・アッコラ、女優、歌手
- 5月13日 - ハンター・パリッシュ、俳優、歌手
- 5月13日 - ローラ・チャン、タレント、グラビアアイドル
- 5月15日 - アンディ・マリー、テニス選手
- 5月15日 - ブライアン・ドージャー、メジャーリーガー
- 5月15日 - マイケル・ブラントリー、メジャーリーガー
- 5月16日 - ヴィクトール・ファイファー、フィギュアスケート選手
- 5月16日 - タイラー・クロイド、プロ野球選手
- 5月21日 - モーガン・マシューズ、フィギュアスケート選手
- 5月22日 - アルトゥーロ・ビダル、サッカー選手
- 5月22日 - 江口拓也、男性声優
- 5月22日 - ノバク・ジョコビッチ、テニス選手
- 5月23日 - アリー・ハン＝マッカーディ、フィギュアスケート選手
- 5月23日 - ウィンダム・ロタンダ、プロレスラー
- 5月25日 - カミル・ストッフ、スキージャンプ選手
- 5月25日 - JULIA、AV女優
- 5月27日 - ジェルヴィーニョ、サッカー選手
- 5月27日 - 渋谷龍太、SUPER BEAVER フロントマン

### 6月
- 6月3日 - 長澤まさみ、女優
- 6月5日 - キャシー・リード、フィギュアスケート選手
- 6月6日 - カッシオ・ホベルト・ハモス、サッカー選手
- 6月11日 - エセキエル・カレーラ、メジャーリーガー
- 6月12日 - クリスティアン・ランド、フィギュアスケート選手
- 6月13日 - ジャスティン・ミラー、メジャーリーガー
- 6月15日 - エドゥアルド・ヌニェス、メジャーリーガー
- 6月15日 - ジョシュ・リンドブロム、プロ野球選手
- 6月16日 - アウディ・シリアコ、プロ野球選手
- 6月16日 - アルキメデス・カミネーロ、プロ野球選手
- 6月17日 - ケンドリック・ラマー、ラッパー
- 6月17日 - 辻希美、タレント、元モーニング娘。
- 6月18日 - ジェレミー・ブライヒ、野球選手
- 6月19日 - ヴィタリー・ブチコフ、フィギュアスケート選手
- 6月19日 - 田村睦心、声優
- 6月20日 - アスミル・ベゴヴィッチ、サッカー選手
- 6月20日 - マリエ、ファッションモデル
- 6月21日 - 手嶌葵、声優
- 6月21日 - リョウク、歌手 (SUPER JUNIOR)
- 6月22日 - イ・ミンホ、俳優
- 6月22日 - ジョン・ナス、フィギュアスケート選手
- 6月24日 - サム・フリーマン、メジャーリーガー
- 6月24日 - フアン・フランシスコ、メジャーリーガー
- 6月24日 - リオネル・メッシ、サッカー選手
- 6月24日 - LiSA、アニソン歌手
- 6月25日 - アリッサ・シズニー、フィギュアスケート選手
- 6月25日 - 藤ヶ谷太輔、Kis-My-Ft2
- 6月26日 - サミル・ナスリ、サッカー選手
- 6月30日 - コール・フィゲロア、メジャーリーガー

### 7月
- 7月2日 - エステバン・グラネロ・モリナ、サッカー選手
- 7月2日 - ルスラナ・コルシュノワ、モデル
- 7月3日 - ケイシー・コールマン、メジャーリーガー
- 7月3日 - セバスチャン・ベッテル、F1ドライバー
- 7月3日 - ヤンガービス・ソラーテ、プロ野球選手
- 7月6日 - 金鎮鉉、サッカー選手
- 7月8日 - クリスチャン・フリードリック、メジャーリーガー
- 7月9日 - サントス・アンナ、Bon-Bon Blanco
- 7月10日 - ジョニー・ジアボテラ、メジャーリーガー
- 7月11日 - 加藤シゲアキ、アイドル、俳優、小説家 (NEWS)
- 7月14日 - アダム・ジョンソン、サッカー選手
- 7月17日 - レオネル・カンポス、メジャーリーガー
- 7月21日 - ディエゴ・モレノ、プロ野球選手
- 7月25日 - alan、歌手
- 7月27日 - プレストン・ギルメット、プロ野球選手
- 7月27日 - マレク・ハムシーク、サッカー選手（スロバキア代表）
- 7月28日 - ペドロ・ロドリゲス・レデスマ、サッカー選手（F.Cバルセロナ）
- 7月29日 - 山田悠介、俳優
- 7月30日 - SEIKIN、Youtuber
- 7月31日 - マイケル・ブラッドリー、サッカー選手
- 7月31日 - メルキー・メイサ、メジャーリーガー

### 8月
- 8月1日 - 柊瑠美、女優
- 8月2日 - フアン・ハイメ、プロ野球選手
- 8月4日 - SunMin、歌手
- 8月4日 - チャン・グンソク、俳優、歌手
- 8月4日 - デビッド・マルティネス、メジャーリーガー
- 8月5日 - ステファニー、歌手
- 8月6日 - リチェーリ・カンタニェーデ・デ・オリベイラ、サッカー選手
- 8月7日 - シドニー・クロスビー、アイスホッケー選手、カナダ
- 8月7日 - ライアン・ラバーンウェイ、メジャーリーガー
- 8月8日 - 稲葉将太、歯科医師
- 8月9日 - ミカライ・カミャンチュク、フィギュアスケート選手
- 8月14日 - 浅利陽介、俳優
- 8月14日 - ティム・ティーボウ、アメリカンフットボール選手
- 8月14日 - デビッド・ペラルタ、メジャーリーガー
- 8月16日 - 喜多村英梨、声優
- 8月16日 - ジョジマール・ロドリゲス・ソウザ・ロベルト、サッカー選手
- 8月17日 - トーマス・ニール、メジャーリーガー
- 8月18日 - 大関英里、声優
- 8月18日 - ジャスティン・ウィルソン、メジャーリーガー
- 8月18日 - デイヴィット・リチャードソン、フィギュアスケート選手
- 8月18日 - マルティン・ヤルヴェオヤ、コ・ドライバー、柔道選手
- 8月19日 - ニコ・ヒュルケンベルグ、F1ドライバー
- 8月20日 - 落合福嗣、声優
- 8月21日 - 鄭汛、フィギュアスケート選手
- 8月22日 - 舞羽美海、女優
- 8月22日 - ミーシャ・ズベレフ、テニス選手
- 8月24日 - 三浦大知、歌手、ダンサー
- 8月25日 - 劉亦菲、女優
- 8月26日 - ライアン・ブレイジア、プロ野球選手
- 8月27日 - ブレット・ボウチー、メジャーリーガー
- 8月31日 - スティーブ・ジョンソン、メジャーリーガー

### 9月
- 9月1日 - ショーン・オサリバン、メジャーリーガー
- 9月2日 - スコット・モイア、フィギュアスケート選手
- 9月3日 - 周嘉賢、フィギュアスケート選手
- 9月3日 - ドモニク・ブラウン、メジャーリーガー
- 9月7日 - 安旭、プロ野球選手
- 9月7日 - ルスネイ・カスティーヨ、メジャーリーガー
- 9月8日 - ウィズ・カリファ、ラッパー
- 9月8日 - ブレンダ・マルティネス、陸上競技選手
- 9月9日 - アレクサンドル・ソング、サッカー選手
- 9月9日 - 佐々木左之介、プロボクサー、歌手、俳優
- 9月10日 - ポール・ゴールドシュミット、野球選手
- 9月11日 - アロルディス・チャップマン、野球選手
- 9月11日 - ブランドン・レアード、プロ野球選手
- 9月13日 - 茅野愛衣、声優
- 9月16日 - 落合陽一、メディアアーティスト、情報学者
- 9月17日 - 中村アン、モデル、女優
- 9月19日 - ダニエル・パナベイカー、女優
- 9月20日 - サラ・ナトチェニー、声優
- 9月21日 - ELLY、ダンサー、ラッパー（三代目 J SOUL BROTHERS from EXILE TRIBE）
- 9月22日 - トム・フェルトン、イギリスの俳優
- 9月23日 - ゴンザレス・ヘルメン、メジャーリーガー
- 9月26日 - ブレイク・シン、騎手
- 9月27日 - ヴァネッサ・ジェームス、フィギュアスケート選手
- 9月27日 - グラント・グリーン、メジャーリーガー
- 9月27日 - デビッド・ヘイル、メジャーリーガー
- 9月28日 - クロエ・ハンスリップ、ヴァイオリニスト
- 9月28日 - ヒラリー・ダフ、アメリカの歌手、女優
- 9月30日 - チュウォン、俳優

### 10月
- 10月1日 - 相葉裕樹、声優
- 10月2日 - ラファエル・ロペス、メジャーリーガー
- 10月3日 - スレイカ・リベラ、ミス・ユニバース2006
- 10月3日 - セルゲイ・ボロノフ、フィギュアスケート選手
- 10月5日 - ケイシー・ヘザー、野球選手
- 10月5日 - ディロン・フランシス、DJ、音楽プロデューサー
- 10月7日 - マット・リーヴォルト、プロレスラー
- 10月8日 - 平野綾、声優
- 10月12日 - ベジアン・イドリツァイ、サッカー選手
- 10月14日 - コール・カルフーン、メジャーリーガー
- 10月15日 - オィット・タナック、ラリードライバー
- 10月18日 - ザック・エフロン、俳優、歌手
- 10月18日 - フレジャ・ベハ、ファッションモデル
- 10月19日 - 木村文乃、女優
- 10月20日 - 河合郁人、アイドル、タレント（元A.B.C-Z）
- 10月21日 - ジャスティン・デフレイタス、メジャーリーガー
- 10月21日 - ショーン・オチンコ、マイナーリーガー
- 10月21日 - 中間淳太、アイドル、タレント (WEST.)
- 10月23日 - カイル・ギブソン、メジャーリーガー
- 10月23日 - ソ・イングク、俳優、歌手
- 10月23日 - ロルフ・ピルヴ、ヘヴィメタル・ミュージシャン
- 10月23日 - 渡辺直美、お笑いタレント、女優
- 10月24日 - チャーリー・ホワイト、フィギュアスケート選手
- 10月26日 - エリエーサー・ナバーロ、マイナーリーガー
- 10月27日 - アンドリュー・バイナム、バスケットボール選手
- 10月27日 - ジェイ・ジャクソン、プロ野球選手
- 10月27日 - ブリタニー・ヴァイス、フィギュアスケート選手
- 10月27日 - ベン・ポールセン、メジャーリーガー
- 10月28日 - フェリックス・ドゥブロン、メジャーリーガー
- 10月29日 - ジェシカ・デュベ、フィギュアスケート選手
- 10月29日 - トーヴ・ロー、シンガーソングライター
- 10月30日 - 内山夕実、声優
- 10月30日 - spi、俳優、歌手、モデル
- 10月31日 - ヤマイコ・ナバーロ、プロ野球選手

### 11月
- 11月1日 - アンソニー・バス、プロ野球選手
- 11月1日 - イリアナ・デクルーズ、女優、モデル
- 11月2日 - ダニーロ・デヘスス、プロ野球選手
- 11月3日 - コリン・キャパニック、アメリカンフットボール選手
- 11月3日 - ジェマ・ワード、ファッションモデル
- 11月3日 - タイ・ローソン、バスケットボール選手
- 11月4日 - T.O.P、ラッパー、アイドル、俳優 (元BIGBANG)
- 11月4日 - wowaka、歌手、ボカロP（+ 2019年）
- 11月5日 - O.J.メイヨ、バスケットボール選手
- 11月6日 - アナ・イバノビッチ、プロテニス選手
- 11月6日 - ケイレブ・コーザム、メジャーリーガー
- 11月6日 - コーリー・ラスムス、メジャーリーガー
- 11月11日 - 手越祐也、歌手
- 11月13日 - ティファニー・ポーター、陸上競技選手
- 11月14日 - ソフィア・アセファ、陸上競技選手
- 11月16日 - ネルソン・ペレス、プロ野球選手
- 11月18日 - ジェイク・アベル、俳優
- 11月20日 - 平野潤也、声優
- 11月22日 - マルアン・フェライニ、サッカー選手
- 11月23日 - カシア・ストラス、ファッションモデル
- 11月23日 - ニコール・ポリッツィ、テレビパーソナリティ
- 11月24日 - イェレマイン・レンス、サッカー選手
- 11月24日 - エレナ・サチン、女優、歌手
- 11月24日 - クリス・ハーマン、メジャーリーガー
- 11月28日 - カレン・ギラン、女優
- 11月30日 - チェイス・アンダーソン、メジャーリーガー
- 11月30日 - ビッケブランカ、歌手

### 12月
- 12月3日 - 浦井のりひろ、お笑いタレント
- 12月3日 - ジェリアール・カストロ、元マイナーリーガー
- 12月8日 - アレックス・トーレス、メジャーリーガー
- 12月8日 - オリガ・ナイヂョノワ、フィギュアスケート選手
- 12月8日 - カイル・ドレイベック、メジャーリーガー
- 12月9日 - ヒカル・ナカムラ、チェスグランドマスター
- 12月10日 - ゴンサロ・イグアイン、サッカー選手（アルゼンチン代表）
- 12月16日 - 金元寿子、声優
- 12月16日 - ヘクター・サンティアゴ、メジャーリーガー
- 12月17日 - チェルシー・マニング、陸軍軍人
- 12月18日 - 大亀あすか、声優
- 12月18日 - 古川雄輝、俳優
- 12月18日 - ルディ・オーエンス、メジャーリーガー
- 12月18日 - レックス・ブラザーズ、メジャーリーガー
- 12月19日 - アーロン・ループ、メジャーリーガー
- 12月19日 - カリム・ベンゼマ、サッカー選手
- 12月22日 - チャド・ジェンキンス、メジャーリーガー
- 12月23日 - アレクサンドラ・ザレツキー、フィギュアスケート選手
- 12月23日 - 倉科カナ、女優
- 12月28日 - トーマス・デッカー、俳優
- 12月28日 - トーマス・ポールソン、フィギュアスケート選手
- 12月30日 - 不可思議/wonderboy、ポエトリーラッパー（+ 2011年）
- 12月31日 - ドゥンビア・セイドゥ、サッカー選手

## ノーベル賞
- 物理学賞 - ヨハネス・ベドノルツ（ドイツ）、カール・アレクサンダー・ミュラー（スイス）
- 化学賞 - ドナルド・クラム（アメリカ）、ジャン＝マリー・レーン（フランス）、チャールズ・ペダーセン（アメリカ）
- 生理学・医学賞 - 利根川進（日本）
- 文学賞 - ヨシフ・ブロツキー（アメリカ）
- 平和賞 - オスカル・アリアス・サンチェス（コスタリカ）
- 経済学賞 - ロバート・ソロー（アメリカ）